# Can Tamís
Can Tamís és una masia de Sant Andreu de Llavaneres (Maresme) inclosa a l'Inventari del Patrimoni Arquitectònic de Catalunya.

## Descripció
Masia gran de quatre cossos i tres plantes. Té diferents annexos a ambdós costats que serveixen d'habitatges i per guardar-hi els animals. A la façana principal hi ha un portal d'arc de mig punt adovellat; les finestres de la planta baixa i de la primera planta tenen els emmarcaments de pedra granítica, mentre que les de la segona planta són d'obra més moderna. Tant a la planta baixa com al primer pis, els llindars de les portes tenen festejadors. La coberta és a dues aigües.
La segona planta es va construir a final del segle xix.

## Història
Aquest edifici antigament era de tres cossos i dues plantes. Durant el segle xix s'hi van fer reformes i es va afegir un pis més a la construcció.
De la propietat, que ocupava una gran extensió al veral del Massorrà, l'any 1843 se'n va segregar una peça de terra amb casa, venuda per 800 lliures catalanes a Josep Ferrer i Sastre.